# 衡阳抗战纪念城
衡阳抗战纪念城位于湖南省衡阳市岳屏山上，是为纪念衡阳保卫战牺牲将士而建。

## 历史沿革
1946年12月，国民政府批准在衡阳建设全国唯一的抗战纪念城。
解放后，纪念碑上的蒋介石亲笔题字被剔除。1984年由时任湖南省政协主席的程星龄重新题写。
2007年，衡阳保卫战最高指挥官方先觉之子方庆中发动亲友在台湾历史档案馆找到了蒋介石题字手迹，邮寄回衡阳市政协。
2011年，衡阳抗战纪念城被批准为国家3A级旅游景区。
2014年，衡阳抗战纪念城和南岳忠烈祠一同入选首批国家级抗战纪念设施、遗址名录。

## 纪念设施
衡阳抗战纪念城主要有纪念碑、纪念堂、抗战牌坊、记功亭、忠勇亭、和平钟、抗日文化墙、铸铜群雕像等纪念设施。
- 纪念城下的碑墙
- 纪念城的雕塑
- 衡阳抗战纪念塔
- 纪念城下方正在修建的抗战博物馆